# Condado de Trimble
El condado de Trimble (en inglés: Trimble County), fundado en 1811, es uno de 120 condados del estado estadounidense de Kentucky. En el año 2009, el condado tenía una población de 15,637 habitantes y una densidad poblacional de 17 personas por km². La sede del condado es Bedford.

## Geografía
Según la Oficina del Censo, el condado tiene un área total de 404 km² (156 mi²), de la cual 386 km² (149 mi²) es tierra y 18 km² (6,9 mi²) (4.72%) es agua.

### Condados adyacentes
- Condado de Jefferson (Indiana) (norte)
- Condado de Carroll (este)
- Condado de Henry (sureste)
- Condado de Oldham (suroeste)
- Condado de Hardin (oeste)
- Condado de Clark (oeste)

## Demografía
Según la Oficina del Censo en 2000, los ingresos medios por hogar en el condado eran de $36,192, y los ingresos medios por familia eran $41,925. Los hombres tenían unos ingresos medios de $30,500 frente a los $21,656 para las mujeres. La renta per cápita para el condado era de $16,354. Alrededor del 13.60% de la población estaban por debajo del umbral de pobreza.

## Localidades
- Bedford
- Locust
- Milton
- Wise's Landing